# Киргап
Киргап (тат. Кыргап) — деревня в Тарском районе Омской области России. Входит в Усть-Тарское сельское поселение.

## География
Расположено в 300 км к северу от города Омск на берегу реки Иртыш.

## История
В 1897 году состояла из 36 хозяйств, основное население — татары. В составе Аялынской волости Тарского уезда Тобольской губернии.
Основана в 1776 г. В 1928 году состояла из 64 хозяйств, основное население — бухарцы. В составе Айткуловского сельсовета Екатерининского района Тарского округа Сибирского края.

## Население
| 1926 | 2002 | 2010 |
| ---- | ---- | ---- |
| 265  | ↘105 | ↘47  |